# Hawajka tęgodzioba
Hawajka tęgodzioba (Telespiza ultima) – gatunek małego ptaka z rodziny łuszczakowatych (Fringillidae). Występuje endemicznie na wyspie Nihoa leżącej w archipelagu Hawajów. Jest krytycznie zagrożony wyginięciem.

## Systematyka
Gatunek ten po raz pierwszy zgodnie z zasadami nazewnictwa binominalnego opisał w 1917 roku amerykański zoolog William Alanson Bryan, nadając mu nazwę Telespiza ultima. Miejsce typowe to wyspa Nihoa w archipelagu Hawajów. Holotyp (dorosły samiec) oraz 4 paratypy obu płci zostały odłowione w lutym 1916 roku przez porucznika W.H. Muntera i przekazane Bryanowi.
Jest to gatunek monotypowy. Czasami bywał uznawany za podgatunek hawajki grubodziobej (T. cantans).

## Morfologia
Hawajka tęgodzioba jest podobna do spokrewnionej hawajki grubodziobej, lecz jest nieco mniejsza, a samice i osobniki młodociane są bardziej prążkowane. Samiec ma jasnożółtą głowę, pierś i plecy z szerokim szarym kołnierzem od karku do środka grzbietu; brzuch białawy. Samice mają intensywne ciemnobrązowe prążkowanie na głowie, piersi i plecach.
Mierzy około 17 cm długości; osobniki zbadane w niewoli ważyły 21–28 gramów.

## Występowanie
Ptak ten występuje endemicznie na skalistej, niezamieszkanej wyspie Nihoa leżącej w archipelagu Hawajów, w grupie Północno-Zachodnich Wysp Hawajskich. W 1967 roku 42 osobniki introdukowano na wysepki Tern Island i East Island w atolu French Frigate Shoals, jednak po kilku latach populacje te wymarły.

## Ekologia i zachowanie

### Biotop
Siedlisko gatunku stanowią niskie krzewy i trawy.

### Lęgi
Hawajka tęgodzioba wiąże się w pary monogamiczne, a sezon lęgowy prawdopodobnie trwa od lutego do lipca.
Buduje gniazda w niszach i szczelinach skalnych lub w szczelinach w stosach kamieni. Gniazdo to otwarta miseczka z gałązek, traw i piór ptaków morskich. Samica znosi 1–5 jaj (zazwyczaj 3). Pisklęta wykluwają się po 15–16 dniach. Stają się w pełni opierzone po około 24 dniach.

### Dieta
Hawajka jest wszystkożerna. Zjada nasiona, owoce, liście i inne części roślin, bezkręgowce oraz jaja ptaków morskich, czasami padlinę.

## Status
W Czerwonej księdze gatunków zagrożonych IUCN hawajka tęgodzioba jest klasyfikowana jako gatunek krytycznie zagrożony (CR, ang. Critically Endangered). Liczebność populacji szacuje się na 2400–3600 dorosłych osobników. Głównym zagrożeniem są okresowe inwazje introdukowanych koników polnych Schistocerca nitens, które niszczą roślinność na wyspie; inne potencjalne zagrożenia stanowią introdukcja szkodliwych gatunków obcych, pojawienie się chorób czy zdarzenia losowe – susze, burze czy huragany.